# غويندولين بروكس
غويندولين بروكس (بالإنجليزية: Gwendolyn Brooks)‏ (7 يونيو 1917، توبيكا في الولايات المتحدة - 3 ديسمبر 2000، شيكاغو في الولايات المتحدة)؛ كاتِبة، مُدرسة، شاعرة وروائية أمريكية.

## الجوائز
- زمالة غوغنهايم
- قاعة الشهرة الوطنية للمرأة
- جائزة بوليتزر عن فئة الشعر
- ملك شعراء الولايات المتحدة

## روابط خارجية
- غويندولين بروكس على موقع الموسوعة البريطانية (الإنجليزية)
- غويندولين بروكس على موقع ميوزك برينز (الإنجليزية)
- غويندولين بروكس على موقع إن إن دي بي (الإنجليزية)
- غويندولين بروكس على موقع ديسكوغز (الإنجليزية)